# Вера, Армандо
Армандо Андрес Вера Амарилья (исп. Armando Andrés Vera Amarilla; родился 3 февраля 1991 года в Асунсьоне) — парагвайский футболист, вратарь клуба «Ривер Плейт» (Асунсьон).

## Клубная карьера
Вера — воспитанник клуба «Либертад». 17 августа 2013 года в матче против «Спортиво Карапегуа» он дебютировал в парагвайской Примере, заменив во втором травмированного Родриго Муньоса. В первом же сезоне Армандо стал серебряным призёром первенства Парагвая, а спустя год дважды выиграл чемпионат.
Летом 2015 года в поисках игровой практики Вера перешёл в «Спортиво Сан-Лоренсо». 5 сентября в матче против «Спортиво Лукеньо» он дебютировал за новую команду.

## Международная карьера
В начале 2013 года в Вера стал серебряным призёром молодёжного чемпионата Южной Америки в Аргентине. На турнире он был запасным вратарём и на поле не вышел. Летом того же года Армандо принял участие в молодёжном чемпионате мира в Турции. На турнире он также был запасным и не сыграл ни минуты.

## Достижения
Командные
 «Либертад»
- Чемпионат Парагвая по футболу — Клаусура 2014
- Чемпионат Парагвая по футболу — Апертура 2014

Международные
 Парагвай (до 20)
- Молодёжный чемпионат Южной Америки — 2013